# جزيرة سعود
قرية جزيرة سعود هي إحدى القرى التابعة لمركز الحسينية في محافظة الشرقية في جمهورية مصر العربية. حسب إحصاءات سنة 2006، بلغ إجمالي السكان في جزيرة سعود 40093 نسمة، منهم 20584 رجل و19509 امرأة.